# 艾萨丁号事件
艾萨丁号事件是一起2015年1月初在爱奥尼亚海发生的航海事故。

## 事件
2014年10月，一艘名为艾萨丁号的塞拉利昂籍轮船离开叙利亚塔尔图斯，前往土耳其。然后它迅速向南返回塞浦路斯。它于11月抵达位于塞浦路斯北部的法马古斯塔，并于2014年12月19日离开那里，然后在土耳其和塞浦路斯之间的一处开放水域，再次向北驶往土耳其海岸。然后，它向西到达克里特岛的北部，然后改变方向，沿着希腊海岸向北走，然后向意大利方向漂移。船上共有360人，都是叙利亚难民。
其中一名难民用船上的无线电告诉意大利海岸警卫队:“我们没有船员，我们正驶向意大利海岸，没有人可以掌舵。”随后，海岸警卫队登上了这艘船，这艘船被属于欧盟Frontex边境控制中心的一艘冰岛船只拖走，目的地是前往意大利港口城市科里利亚诺·卡拉布罗。它于2015年1月2日到达那里，移民乘坐巴士被分送意大利的其他地方。
“这是一种非同寻常的对待人的方式。”国际移民组织发言人莱纳德·多伊尔说，“将走私游戏带到我们从未见过的全新水平。”